# Мариън (окръг, Джорджия)
Окръг Мариън (на английски: Marion County) е окръг в щата Джорджия, Съединени американски щати. Площта му е 951 km², а населението - 7244 души. Административен център е град Буена Виста.